# Seznam československých stranických a politických škol
Seznam škol, které měly na své posluchače v období komunistické totality v Československu (1948–1989) nadprůměrně silně ideově působit a posilovat v nich tak sounáležitost se socialistickým zřízením, případně připravovat stranické kádry:
- Vysoká škola politická ústředního výboru Komunistické strany Československa
- Vysoká škola politických a hospodářských věd (pozdější Vysoká škola ekonomická v Praze)
- Univerzita 17. listopadu
- Praporčická škola StB
- Vojensko-politická akademie Klementa Gottwalda
- Večerní univerzita marxismu-leninismu
- Ústřední politická škola Socialistického svazu mládeže Seč[1]

## Organizační součásti na školách
- Fakultní výbor ROH
- Ústav marxismu-leninismu